# Susan Blakely
Susan Blakely (n. 7 septembrie 1950, Frankfurt am Main) este un fotomodel și o actriță americană. Ea este fiica unui ofițer american staționat în RFG.

## Filmografie (selectivă)
- 1972: (Savages)
- 1973: (The Way We Were)
- 1974: (The Towering Inferno)
- 1974: (The Lord's of Flatbush)
- 1975: (Report to the Commissioner)
- 1975: Capone
- 1976: (Rich Man, Poor Man – Book I)
- 1976: (Rich Man, Poor Man – Book II)
- 1979: (The Concorde: Airport ’79)
- 1981: Buncărul
- 1983: Will There Really Be a Morning?
- 1986: Annihilator
- 1987: Over the Top
- 1992: Russian Holiday
- 1993: (No Child of Mine)
- 1994: Walker Texas Ranger
- 1999: (Her Married Lover)
- 2002: Hungry Hearts
- 2008: Two and a half Men